# 八卜叉公主
八卜叉（?—?），元朝公主，父亲不详，祖父元太宗窝阔台，曾祖父成吉思汗。
八卜叉嫁给了高昌王、高昌回鹘亦都护紐林·的斤，紐林·的斤是高昌王，所以八卜叉被封为高昌公主。八卜叉公主嫁给纽林·的斤。高昌地区失陷于察合台汗国，纽林·的斤流亡甘肃永昌。元世祖将元太宗孙女不鲁罕公主嫁给他。不鲁罕死后，妹妹八卜叉公主又嫁给了纽林·的斤。八卜叉公主生下帖睦尔普化和篯吉。八卜叉死后，安西王阿难答的女儿兀剌真公主嫁给了紐林·的斤。阔端孙女朵儿只思蛮公主嫁给了帖睦尔普化，朵儿只思蛮公主也就是八卜叉的堂侄女。